# Body rental
Body rental è un termine informale con cui si indica l'affitto di figure professionali (del settore ICT) ovvero l'attività di intermediazione di manodopera utilizzata nello sviluppo di progetti software o nella gestione/sviluppo di sistemi informatici che prevede la presenza di personale dell'azienda fornitrice del servizio (solitamente una società di consulenza, una software house oppure un'impresa nel settore ICT) presso la sede di un'azienda committente del lavoro/progetto. 
Il legame contrattuale tipico, tra risorsa e impresa che la "gira" al committente, è la collaborazione a progetto oppure la partita IVA. Invece, tra impresa e committente, basta una qualsiasi commessa relativa a un servizio informatico (installazione, configurazione, manutenzione, sviluppo, assistenza, ecc).

## Descrizione
Il termine body rental si associa a risorse che svolgono lavori non manuali.
Anche se per storia e per vastità di utilizzo, è il settore informatico quello che fa maggiormente ricorso al body rental, vi sono anche altre attività che, per propria peculiarità, si prestano a forme di "para" body rental. Un'altra attività dove si utilizza molto il body rental è l'outsourcing di servizi di help desk erogati presso le sedi del cliente (non in remoto con un classico call center). La differenza sta nella qualifica delle risorse: nel primo caso occorre molta competenza e solida preparazione in quanto si tratta di assistenza specialistica, nel secondo è sufficiente parlare correttamente in italiano.
Il Body Rental coinvolge solitamente personale tecnico che può essere destinato, in maniera continuativa o a date fissate, a varie attività presso il cliente, gestione delle infrastrutture informatiche, sviluppo di un'applicazione, progetti di upgrade, manutenzione di un programma, rilascio di una nuova release, commesse per implementazione di servizi e processi basati sull'ICT, introduzione di sistemi gestionali ERP, ecc. Nell'ambito della consulenza aziendale sono numerose le tipologie di progetti e attività dove si fa ricorso a risorse (quasi sempre laureate) body rental di fatto.
I contratti di Body Rental rientrano nella categoria dei cosiddetti contratti "time and materials" ovvero i contratti nei quali la tariffa pagata dall'azienda committente è basata sui tempi di presenza/utilizzo delle risorse umane e di consumo/impiego di quelle materiali. A questi si contrappongono i contratti "a corpo" che prevedono un prezzo fissato a fronte di un obiettivo da raggiungere o attività da svolgere.

### Legislazione
Attualmente in Italia le leggi che regolano il contratto di somministrazione di lavoro stabiliscono che solo le agenzie del lavoro iscritte all'albo possono esercitare l'attività di intermediazione di manodopera. 
Con l'articolo 12 D.L. 138/2011 è stato inserito nel codice penale, nel titolo dedicato ai delitti contro la persona e in particolare contro la libertà individuale, il reato di intermediazione illecita e di sfruttamento del lavoro.
È da chiarire che in molte legislazioni straniere (soprattutto quelle di tipo anglosassone) il body rental è un contratto di fornitura del tutto legale, in Italia invece è vietato. Somministrazione di lavoro, attraverso le agenzie autorizzate (l'ex lavoro interinale), e body rental sono infatti due cose molto diverse: il primo è regolamentato ed è una delle tante forme di lavoro legale, il secondo è un "escamotage" effettuato da imprese che non sono agenzie e che quindi non devono applicare le norme contrattuali sul lavoro somministrato (i cui soggetti, è bene ricordarlo, sono lavoratori dipendenti delle agenzie, con tutte le tutele del caso).
Appurato che l'utilizzo di personale in modalità body rental, sia di per sè una forma di abusivismo, alcune di queste società, se non molte, per avere delle scappatoie a livello legale, fanno sottoscrivere in fase di contratto, sia alla risorsa assunta che all'effettivo cliente che ha richiesto tale servizio, un contratto d'appalto così da eludere la legge e non far passare la prestazione come somministrazione del personale. In questo modo si creano maggiori cavilli legali e vizi di forma, che complicherebbero la visione completa della modalità di prestazione e renderebbero apparentemente legale questa tipologia di assunzione del personale.
Da alcuni anni esiste un altro sistema che si sta rapidamente diffondendo mutuandolo dai settori della manifattura, agricoltura, edilizia: l'utilizzo delle cooperative. In questo caso si aprono specifiche cooperative di servizio che svolgono attività di contact center, assistenza informatica, ecc.: il vantaggio è che essendo il lavoratore anche un socio può essere tolto da un appalto in qualsiasi momento.

### Vantaggi e svantaggi
I vantaggi per l'impresa committente sono diversi:
- possibile riduzione dei costi del personale (in realtà dipende dal margine dell'impresa fornitrice).
- maggiore flessibilità.
- possibilità di utilizzo di personale qualificato per tempi brevi.

Gli svantaggi per la società cliente sono:
- possibile aumento dei costi del personale, dato che il cliente deve pagare il margine dell'impresa e non solo lo stipendio del consulente.
- possibile minore qualità del lavoro svolto data la precarietà della situazione lavorativa del consulente.

Dal punto di vista del soggetto che presta la sua opera con la modalità del body rental, uno degli svantaggi consiste nell'incertezza della situazione lavorativa (incertezza che quando è legata a basse retribuzioni diventa di fatto precarietà), dato che il lavoratore si trova a lavorare in un'organizzazione di cui non fa realmente parte. Questo è in parte attutito in quanto la risorsa è un lavoratore subordinato a tutti gli effetti dell'azienda fornitrice, sebbene solitamente questa sia di dimensioni irrilevanti rispetto all'azienda committente.

### Altri aspetti
Il body rental è altamente usato in tutta Italia da aziende informatiche create con il solo scopo di assumere personale con contratti a progetto o a partita iva e venderli ad altre imprese che non vogliono o possono assumere personale. Questo accade anche con committenti della Pubblica amministrazione sebbene in questo caso, alcuni bandi di gara, potrebbero prevedere requisiti specifici sul tipo di contratto di lavoro del fornitore con i propri addetti (basta verificare il DURC). Vi sono alcuni grandi committenti privati che, per loro tutela non per altro, prevedono nei capitolati che il personale del fornitore sia o subordinato o almeno con un contratto di collaborazione (a progetto o a partita IVA) che copra il periodo della commessa. Dato che esistono in questi casi delle penali per il fornitore per ogni ritardo o disservizio, il ricorso a personale avventizio è praticamente assente.
Storicamente (a partire dagli anni '90) il body rental nell'ICT si è affermato con il seguente modello di business: la grande società di consulenza (aziendale ma soprattutto declinata sugli aspetti informativi) subappalta a piccole imprese di sviluppo software (applicazioni gestionali in primis) o sistemistica infrastrutturale le fasi di un progetto che corrisponde alla commessa (appalto) assegnata dal committente (grande azienda privata o ente della PA). Da attività di alto-altissimo livello (sviluppo e implementazione di sistemi informatici, spesso persino progettazione), per le quali erano necessari laureati in ingegneria e informatica estremamente competenti, si è passati (complice l'enorme diffusione dei servizi telematici e di comunicazione) ad attività di help desk di primo livello.
Sono nate quindi delle agenzie di somministrazione specializzate per il mercato degli informatici (oppure le grandi agenzie hanno aperto una business unit dedicata): il personale viene impiegato in tutto il tessuto informatico nazionale dentro ospedali, enti, banche, aziende della manifattura, imprese di servizi ecc.
A ogni modo, anche quando le risorse non sono fornite da agenzie di somministrazione (quindi abilitate a farlo ma che però poi presuppone dei limiti quantitativi e temporali per l'azienda committente nonché un contratto nazionale del lavoro da rispettare), per aggirare il divieto di fornire personale body rental, è sufficiente precisare nel contratto, con linguaggio legalmente inattaccabile, che si tratta di acquisto o appalto di un servizio che prevede determinati skill di specifiche figure (non persone con nome e cognome). In pratica, bisogna essere attenti a  "spersonalizzare" la commessa. Poi, per il fornitore è sufficiente distaccare "quelle persone" presso il committente per tutto il tempo che occorre (anche a tempo pieno per decenni). Però quando vi è somministrazione di lavoro mediante agenzie autorizzate, non si può formalmente parlare di body rental: questo invece riguarda i casi di "affitto" di risorse umane da parte di società di consulenza ovvero imprese di servizi diverse dalle agenzie.
Non sempre questo abuso si ritorce contro la risorsa in body rental mascherato, spesso invece è la ditta fornitrice (di cui può essere anche un dipendente) a essere a rischio: dato che queste figure sono spesso molto qualificate e, non di rado, dopo anni distaccate presso il committente, sono divenute fondamentali per il funzionamento del sistema/applicazione, non è raro che poi siano direttamente assunte dal committente pur di non rischiare di perderlo (questo succede spesso). E infatti, molte aziende del settore ICT nei contratti con la clientela tentano di inserire clausole per evitare che si "rubi" il proprio personale coinvolto nel progetto (sebbene la legittimità di tale clausole sia tutta da dimostrare in un'ipotetica causa civile tra fornitore e committente).